# Pieter Schothorst
Pieter Schothorst (ur. 21 stycznia 1992 roku w Blaricum) – holenderski kierowca wyścigowy.

## Kariera
Pieter karierę rozpoczął od startów w kartingu. W 2010 roku zadebiutował w serii wyścigów samochodów jednomiejscowych – Brytyjskiej Formule Ford. Holender wystartował wówczas w czterech rundach, jednak nie był liczony do klasyfikacji generalnej, ze względu na brak licencji. Najwyżej sklasyfikowany został w drugim starcie, na rodzimym torze w Zandvoort, gdzie był dziewiąty.
W 2011 roku podpisał kontrakt z francuskim zespole R-Ace GP, na starty w Europejskiej Formule Renault. Na przestrzeni całego sezonu Schothorst uzyskał jeden punkt za dziesiątą pozycję w pierwszym starcie na niemieckim torze Nürburgring. Dzięki niemu zmagania zakończył na 24. miejscu. Holender wziął udział także w czterech eliminacjach północnoeuropejskiego cyklu tej serii. Najlepiej zaprezentował się wówczas w Zandvoort, kończąc rywalizację odpowiednio na dziesiątej i drugiej lokacie. Zdobyte punkty sklasyfikowały go na 18. pozycji.
W sezonie 2012 Pieter nawiązał współpracę z niemiecką stajnią Josefa Kaufmanna. Z dorobkiem dwóch punktów ukończył sezon na 28 pozycji.

## Statystyki
| Sezon     | Seria                                         | Zespół                        | Wyścigi | Zwycięstwa | PP | NO | Podium | Punkty | Pozycja |
| --------- | --------------------------------------------- | ----------------------------- | ------- | ---------- | -- | -- | ------ | ------ | ------- |
| 2007/2008 | Dutch Winter Endurance Series                 |                               | 1       | 0          |    |    | 0      | 8      | 102     |
| 2008      | Dutch Touring Car Cup                         | BMW Compact                   | 2       | 0          | 0  | 0  | 0      | 6      | 5       |
| 2008      | Formido Swift Cup                             | Coronel Junior Team           | 12      | 1          | 1  | 1  | 5      | 118    | 8       |
| 2008/2009 | Dutch Winter Endurance Series                 | MDM Coronel Junior Team       | 5       | 0          |    |    | 1      | 48     | 7       |
| 2009      | Formido Swift Cup                             | Coronel Junior Racing         | 12      | 6          | 3  | 4  | 11     | 219    | 1       |
| 2010      | Formuła Ford Duratec Benelux                  |                               | 15      | 4          | 2  | 4  | 1      | 158    | 2       |
| 2010      | Brytyjska Formuła Ford                        | Geva Racing                   | 6       | 0          | 0  | 0  | 0      | 0      | NS      |
| 2010      | Festiwal Formuły Ford - Duratec - Pre finals  | Geva Racing                   | 3       | 0          | 0  | 0  | 1      | 0      | NS†     |
| 2010      | Festiwal Formuły Ford - Duratec class         | Geva Racing                   | 1       | 0          | 0  | 0  | 0      | N/A    | 12      |
| 2010/2011 | Dutch Winter Endurance Series                 |                               | 1       | 0          | 0  | 0  | 0      | 0      | NS      |
| 2011      | Europejski Puchar Formuły Renault 2.0         | R-Ace Grand Prix              | 14      | 0          | 0  | 0  | 0      | 1      | 24      |
| 2011      | Północnoeuropejski Puchar Formuły Renault 2.0 | R ace GP                      | 9       | 0          | 0  | 0  | 1      | 91     | 19      |
| 2011      | 24 Hours of Barcelona                         | Equipe Verschuur 1            | 1       | 0          | 0  | 0  | 0      | N/A    | 3       |
| 2011      | 24 Hours of Barcelona - Class SP2             | Equipe Verschuur 1            | 1       | 0          | 0  | 0  | 0      | N/A    | 2       |
| 2012      | Europejski Puchar Formuły Renault 2.0         | Josef Kaufmann Racing         | 14      | 0          | 0  | 0  | 0      | 2      | 28      |
| 2012      | Północnoeuropejski Puchar Formuły Renault 2.0 | Josef Kaufmann Racing         | 8       | 0          | 0  | 0  | 0      | 45     | 30      |
| 2012/2013 | Dutch Winter Endurance Series                 |                               | 1       | 0          |    |    | 1      | 16     | 20      |
| 2013      | Niemiecki Puchar Porsche Carrera              | Team Bleekemolen              | 16      | 0          | 0  | 0  | 0      | 79     | 12      |
| 2013      | Toyota Racing Series New Zealand              | M2 Competition                | 3       | 0          | 0  | 0  | 0      | 67     | 21      |
| 2013      | Mégane Trophy Eurocup                         | Las Moras by Equipe Verschuur | 2       | 0          | 0  | 0  | 1      | 18     | 13      |
| 2014      | Porsche Supercup                              | McGregor by Attempto Racing   | 8       | 0          | 0  | 0  | 0      | 20     | 18      |
| 2014      | Niemiecki Puchar Porsche Carrera              | McGregor by Attempto Racing   | 18      | 0          | 1  | 0  | 1      | 40,5   | 18      |